# Mark Ingram (giocatore di football americano 1965)
Mark Valentino Ingram detto senior (Rockford, 23 agosto 1965) è un ex giocatore di football americano statunitense che ha militato nel ruolo di wide receiver nella National Football League (NFL).

## Carriera
Al college Ingram giocò a football a Michigan State. Fu scelto come ventottesimo assoluto nel Draft NFL 1987 dai New York Giants. È noto soprattutto per una giocata in una situazione di terzo down nel Super Bowl XXV in cui eluse almeno cinque difensori dei Buffalo Bills, riuscendo a guadagnare un fondamentale primo down per i Giants, che conclusero l'azione con un touchdown. Concluse quella partita come il miglior ricevitore dei Giants con 5 ricezioni per 77 yard. Mentre militava nei Miami Dolphins, in una gara contro i New York Jets, Ingram ricevette 4 passaggi da touchdown da Dan Marino. Il più celebre fu quello della vittoria, in cui Marino finse di gettare il pallone a terra per fermare il cronometro, invece passò corto a Ingram che entrò liberamente nella end zone.

## Palmarès
- Super Bowl : 1

New York Giants: XXV
- National Football Conference Championship: 1

New York Giants: 1990

## Famiglia
Il figlio, Mark Jr., vinse l'Heisman Trophy nel 2009 e fu scelto dai New Orleans Saints nel primo giro del Draft NFL 2011, diventando il loro leader di tutti i tempi per yard corse in carriera.